# Shuijing Hu
Shuijing Hu (chinesisch 水晶湖 ‚Kristallsee‘) ist ein unregelmäßig geformter See an der Ingrid-Christensen-Küste des ostantarktischen Prinzessin-Elisabeth-Lands. Er liegt auf der Tonagh Promontory, dem westlichen Seitenarm der Halbinsel Stornes in den Larsemann Hills.
Chinesische Wissenschaftler benannten ihn 1993 im Zuge von Vermessungs- und Kartierungsarbeiten.